# Josua Mejías
Josua Antonio Mejías García (Valencia, 19 giugno 1998) è un calciatore venezuelano, difensore dell'Athens Kallithea e della nazionale venezuelana.

## Caratteristiche tecniche
È un difensore centrale.

## Carriera

### Nazionale
Con la nazionale Under-20 venezuelana ha preso parte al campionato sudamericano 2017 ed al campionato mondiale 2017.

## Statistiche

### Cronologia presenze e reti in nazionale
| Cronologia completa delle presenze e delle reti in nazionale ― Venezuela | Cronologia completa delle presenze e delle reti in nazionale ― Venezuela | Cronologia completa delle presenze e delle reti in nazionale ― Venezuela | Cronologia completa delle presenze e delle reti in nazionale ― Venezuela | Cronologia completa delle presenze e delle reti in nazionale ― Venezuela | Cronologia completa delle presenze e delle reti in nazionale ― Venezuela | Cronologia completa delle presenze e delle reti in nazionale ― Venezuela | Cronologia completa delle presenze e delle reti in nazionale ― Venezuela |
| Data                                                                     | Città                                                                    | In casa                                                                  | Risultato                                                                | Ospiti                                                                   | Competizione                                                             | Reti                                                                     | Note                                                                     |
| ------------------------------------------------------------------------ | ------------------------------------------------------------------------ | ------------------------------------------------------------------------ | ------------------------------------------------------------------------ | ------------------------------------------------------------------------ | ------------------------------------------------------------------------ | ------------------------------------------------------------------------ | ------------------------------------------------------------------------ |
| 7-10-2021                                                                | Caracas                                                                  | Venezuela                                                                | 1 – 3                                                                    | Brasile                                                                  | Qual. Mondiali 2022                                                      | -                                                                        | 46’                                                                      |
| 22-9-2022                                                                | Maria Enzersdorf                                                         | Venezuela                                                                | 0 – 1                                                                    | Islanda                                                                  | Amichevole                                                               | -                                                                        | 13’                                                                      |
| 21-3-2025                                                                | Quito                                                                    | Ecuador                                                                  | 2 – 1                                                                    | Venezuela                                                                | Qual. Mondiali 2026                                                      | -                                                                        | 78’                                                                      |
| 25-3-2025                                                                | Maturín                                                                  | Venezuela                                                                | 1 – 0                                                                    | Perù                                                                     | Qual. Mondiali 2026                                                      | -                                                                        | 83’                                                                      |
| Totale                                                                   |                                                                          | Presenze                                                                 | 4                                                                        |                                                                          | Reti                                                                     | 0                                                                        |                                                                          |

## Palmarès

### Club

#### Competizioni nazionali
- Coppa d'Israele: 1

Beitar Gerusalemme: 2022-2023
- Souper Ligka Ellada 2: 1

Athens Kallithea: 2023-2024 (gruppo B)